# Labertouche
Labertouche (356 habitants) est une localité dans l'État de Victoria, en Australie, à 77 km au sud-est de Melbourne.